# Zygmunt Stanisław Skowroński

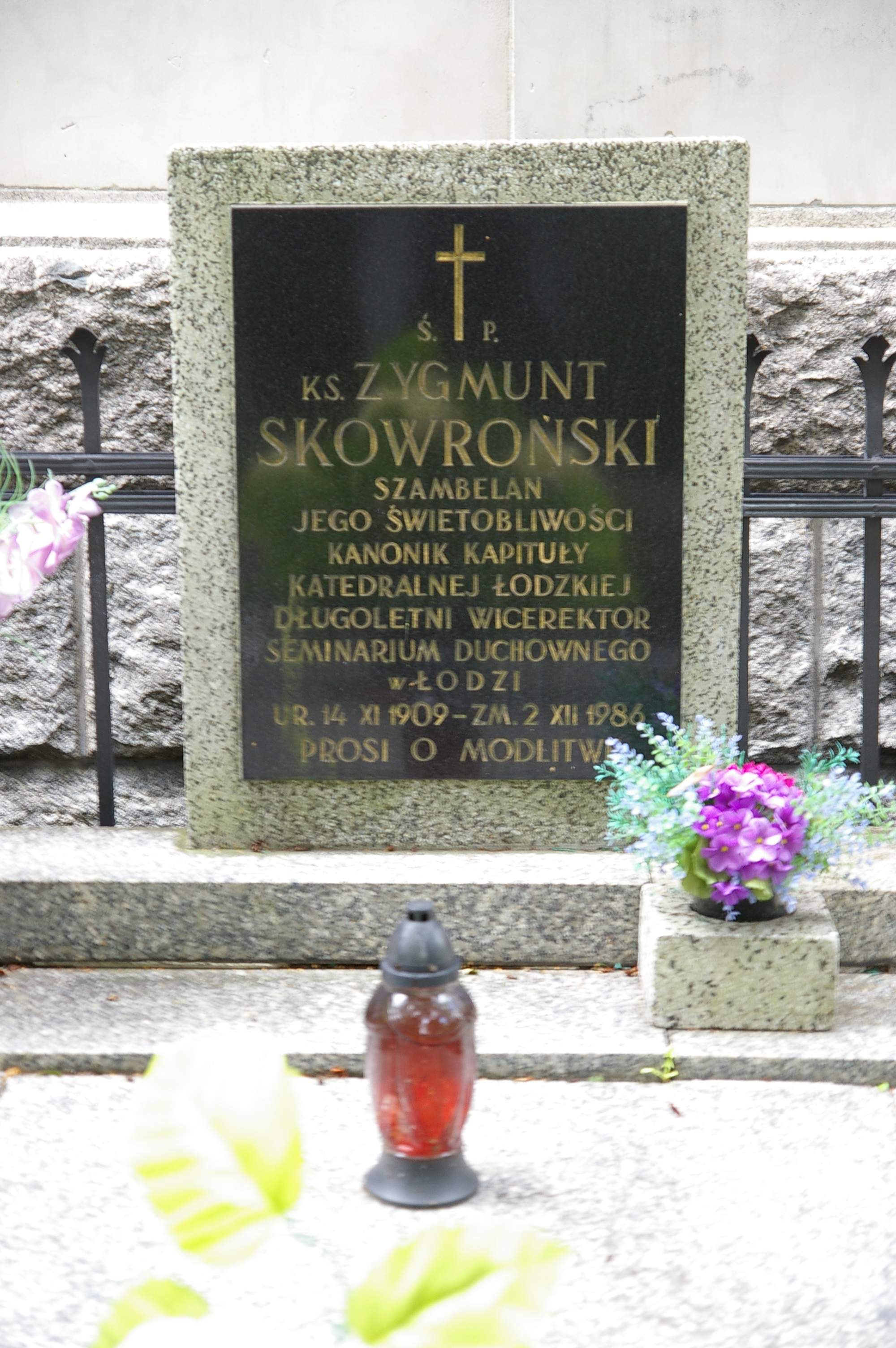
Narobek Zygmunta Skowrońskiego na Starym Cmentarzu w Łodzi

Zygmunt Stanisław Skowroński (ur. 14 listopada 1909 roku w Pułtusku, zm. 2 grudnia 1986 w Łodzi) – ksiądz katolicki, profesor, wicerektor Seminarium Duchownego w Łodzi, dyrektor Związku Misyjnego Duchowieństwa.

## Biogram
Urodził się 14 listopada 1909 w Pułtusku, w rodzinie Stanisława Skowrońskiego i Bronisławy z domu Zaleskiej. W 1927 został przyjęty w poczet alumnów Wyższego Seminarium Duchownego w Łodzi. 17 lipca 1932 otrzymał święcenia kapłańskie w Tumie. W 1933 uzyskał magisterium z teologii dogmatycznej i apologetyki. Rok później objął wykłady z homiletyki i łaciny oraz z teologii moralnej ogólnej w łódzkim Seminarium Duchowym. 15 czerwca 1936 obronił pracę doktorską na Wydziale Teologicznym w Warszawie. Został prefektem seminarium, a od 1937 objął wykłady z teologii dogmatycznej, zaś od 1938 z apologetyki.
Po wybuchu wojny i zamknięciu seminarium został wikariuszem parafii w Buczku, gdzie obowiązki proboszczowskie pełnił jego stryj ks. Stefan Skowroński. Obydwaj zostali aresztowani i wywiezieni do Dachau skąd wrócił 23 czerwca 1946. Został mianowany dyrektorem Diecezjalnej Unii Apostolskiej, a w styczniu 1947 cenzorem ksiąg o treści religijnej, dyrektorem Związku Misyjnego Duchowieństwa oraz posynodalnym egzaminatorem duchowieństwa i wicerektorem Seminarium Duchownego w Łodzi.
14 czerwca 1984 ks. Skowroński poprosił o zwolnienie z funkcji wicerektora i dyrektora Unii Apostolskiej Kleru. Kontynuował wykłady z teologii dogmatycznej i patrologii. Przedmioty te wykładał aż do śmierci, 2 grudnia 1986 roku.